# Nephrotoma calinota
Nephrotoma calinota är en tvåvingeart som först beskrevs av William George Dietz 1918.  Nephrotoma calinota ingår i släktet Nephrotoma och familjen storharkrankar. Inga underarter finns listade i Catalogue of Life.